# Proxy ARP
In informatica e telecomunicazioni un proxy ARP è una tecnica di utilizzo del protocollo ARP per fornire un meccanismo ad hoc di routing, che non richiede la configurazione dell'indirizzo IP del gateway predefinito (router) sugli host.

## Descrizione
Un dispositivo di rete multi-porta (ad esempio un router) che implementa il Proxy ARP risponde alle richieste ARP per tutti gli host che appartengono a reti che sa come raggiungere, fingendo che il proprio indirizzo MAC corrisponda a quello degli host di ciascun indirizzo IP richiesto. In questo modo, gli host non avranno bisogno di configurare un router di default.
Ad esempio, un host A che voglia contattare un host B su un'altra sottorete, farà una richiesta ARP all'indirizzo IP di B per conoscere il MAC address di B, aspettandosi che B risponda facendogli appunto conoscere il proprio mac address; il router, se pensa di poter raggiungere la sottorete su cui si trova l'host B, risponderà indicando il proprio mac address; A invierà i pacchetti al router, pensando di inviarli direttamente a B. Il router inoltrerà normalmente i pacchetti a B. A naturalmente dovrà essere convinto che B si trovi sulla sua stessa sottorete.
Il vantaggio del Proxy ARP è nella semplicità. Una rete può essere estesa usando questa tecnica senza conoscere il router ovvero il gateway predefinito per A. Inoltre, può essere usato per "ingannare" gli host circa l'effettiva configurazione della rete.
I suoi punti deboli sono la scalabilità e l'affidabilità (non sono presenti meccanismi di fallback). Inoltre il mascheramento può essere confuso in certi ambienti.
Proxy ARP è definito in RFC 1027.